# Сіноп
Сіноп (тур. Sinop) — місто і порт в Туреччині, засноване в античну добу як колонія Мілета.

## Історія
У давнину Сіноп, або Сінопа (грец. Σινόπη), був однією з головних грецьких колоній на південному березі Чорного моря, на півострові Пафлагонского узбережжя, на схід від мису Карамбіса. Колонія була заснована, згідно з міфом, супутником Ясона Автоліком, який мав тут храм і оракул.
В історичний час Сіноп був колонізований мілетцями двічі: першого разу — до вторгнення кімерійців у Азію (до 751 до н. е.), вдруге — в 632 до н. е. Завдяки зручному положенню і двом гаваням Сіноп скоро став багатим торговим містом, область якого простягалася до Галісії. Сіноп у свою чергу став метрополією чорноморських міст Котіори, Трапезунда, Кераса, Хойрада, Лікаста, Кеїли та інших. Як один із предметів Сінопської торгівлі, славилася кіновар — грец. Σινωνική μίλτος. Сіноп був батьківщиною кініка Діогена та автора нової аттичної комедії Діфіла.
У добу правління Мітрідата Евпатора, який тут народився і отримав виховання, Сіноп перетворився на резиденцію понтійського царя і був прикрашений розкішними будівлями. Під час другої Мітридатової війни в Сінопі замкнувся Клеохар, який став тираном міста, але після завзятого захисту місто взяв Лукулл і розграбував. Серед творів мистецтва Лукулл вивіз до Риму зокрема статую Автоліка. Оголошений вільним і автономним містом, Сіноп у 45 році був колонізований римлянами. В І столітті єпископом у місті, за християнським переданням, був святий Філолог. Зі зведенням в IV столітті Амасії до статусу головного міста Понту добробут Сінопу став падати. З 1204 року він належав до Трапезундської імперії, але вже в 1214 році його завоював сельджуцький султан Кей-Кавус I, а в 1461 році — османський султан Мехмед II Фатіх.
До XIX століття Сіноп (тур. Sinob) залишався головним містом санджаку в османському вілаєті Кастамуні та однією з пароплавних станцій між Константинополем і Трапезундом. Складався з власне османського міста на заході і грецького кварталу на сході. Мав два базари, одну велику мечеть. Єдина цілком вціліла стародавня будівля носила у греків назву «замок Мітрідата» і складалася з чотирьох зал під одним склепінчастим дахом. Мешканців нараховувалось до 8-10 тисяч, приблизно рівні половини становили турки і греки. Торгівля обмежувалась вивозом лісу, воску, плодів, шовку та шкір. У 1853 році під час Сінопської битви сильно постраждало від пожежі й саме місто.

## Відомі люди
- Різа Нур — міністр Туреччини.